# アカオノスリ
アカオノスリ（赤尾鵟、学名：Buteo jamaicensis）は、タカ目タカ科ノスリ属に分類される鳥類。

## 分布
- 北アメリカ大陸

## 形態
全長50-55cm。オスよりメスの方が大型になる。

## 生態
森林や草原などに生息する。夏は北上し、冬に南下する。
食性は肉食性で、鳥類、小型哺乳類、爬虫類、両生類等を捕食する。上空を旋回したり、見通しのいい高所に止まりながら獲物を探す。
繁殖形態は卵生で、繁殖期は夏。岩棚や樹上、サボテン、送電塔などに営巣する。

## 保全状況評価
LEAST CONCERN (IUCN Red List Ver. 3.1 (2001))